# Glyphostoma kihikihi
Glyphostoma kihikihi là một loài ốc biển, là động vật thân mềm chân bụng sống ở biển trong họ Clathurellidae, họ ốc cối.